# 瓦巴格縣

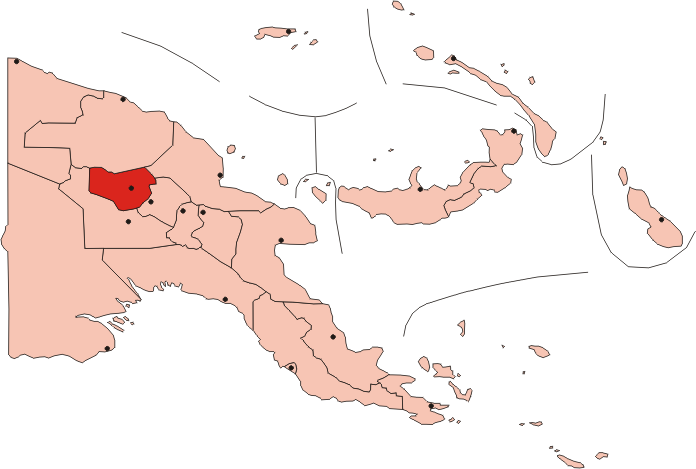

5°29′02″S 143°39′43″E / 5.484°S 143.662°E
瓦巴格縣（英語：Wabag District），是巴布亞新畿內亞的縣份之一，位於新畿內亞島東部，由恩加省負責管轄，首府設於瓦巴格，面積1,090平方公里，2011年人口73,649，人口密度每平方公里68人。